# Văsălat
Văsălat je lijeva pritoka Râul Doamnei u Rumunjskoj. Izvor joj je u planinama Iezer. Duljina joj je 8 km, a površina porječja 26 km2.